# Piknik (band)
Piknik (Russisch: Пикник) is een is een Russische rockband die in 1978 in Leningrad opgericht werd door leadzanger Edmoend Sjkljarski.

## Geschiedenis

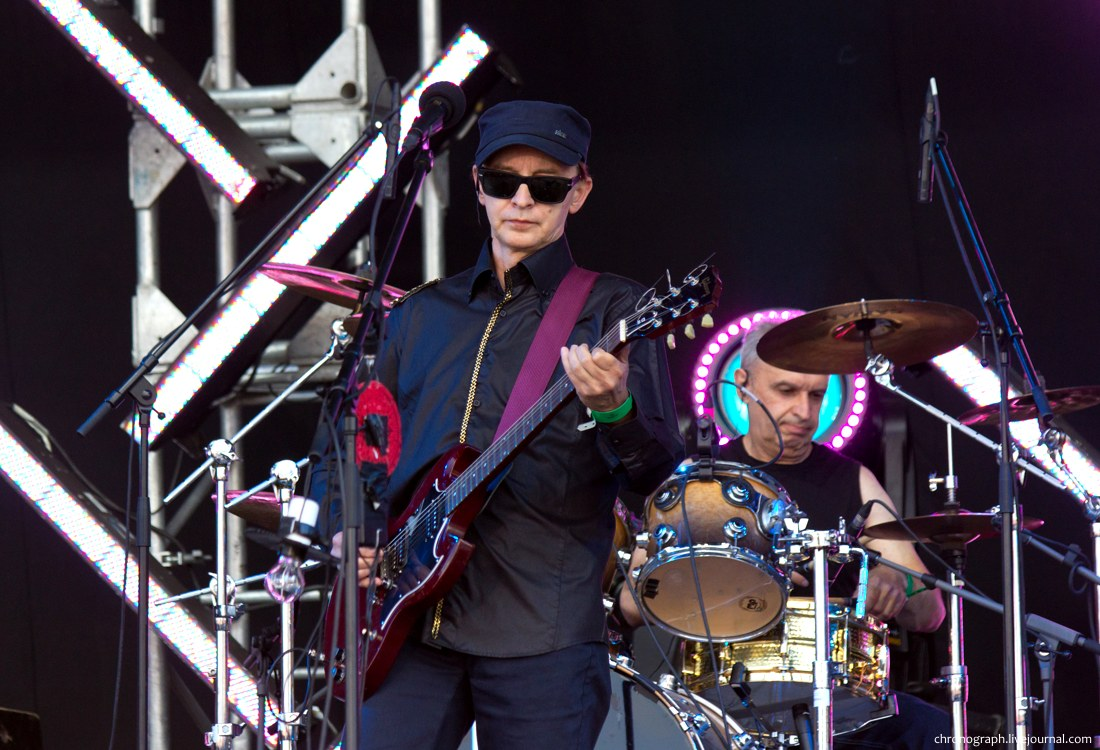
Bandleider Edmoend Sjkljarski (links) en Leonid Kirnos (2013)

Volgens Deutsche Welle (DW) wordt Piknik beschouwd als een van de “veteranen van de Russische muziekscene” en staat het bekend om progressieve rock. De groep werd in september 1978 in Leningrad opgericht onder de naam Orion. In 1981 werd deze veranderd Piknik. Volgens DW gaan beide namen "terug naar de typische truc van de Sovjet-rockscene om namen te kiezen die westers klinken maar niet kunnen worden verboden." Als gevolg hiervan stond de groep aanvankelijk op de “lijst van bands die grote publieke optredens werden ontzegd” – waarschijnlijk ook omdat de Russische autoriteiten hun nummer “Opiumrook” als aanmoediging tot drugsgebruik beschouwden – en traden ze alleen op in rockclubs, en leefde gedeeltelijk ondergronds. Picknick bereikte hun doorbraak met de release van het album «Дым» (nl. “Rook”). In het voorjaar van 1982 was de groep prijswinnaar op het eerste rockfestival in Leningrad.
Sinds 1978 wordt de band geleid door zanger Edmoend Sjkljarski. Hij schrijft alle teksten en melodieën. Sjkljarski verwijst naar zijn Poolse roots; zijn vader was een gerenommeerd wetenschapper en zijn moeder was concertpianiste. 
Volgens Rolling Stone is de kernformatie van de band als volgt: Edmoend Sjkljarski met zang, gitaren, keyboards (1978-1979 en 1981-heden), Leonid Kirnos met drums, percussie (1982-1984, 1987-heden), Marat Korchemny met achtergrondzang, bas (2003-heden). Oud-lid Sergej Voronin (1984-2006) stierf aan een hartaanval en werd vervangen door Stanislav Sjkljarski op keyboards (2007-heden). De laatste is de zoon van Edmoend Sjkljarski. Sinds het begin van de oprichting heeft de huidige groep (stand 3/2024) ruim 34 leden gehad. 
In 2016 mocht de band niet optreden in Oekraïne omdat ze hadden opgetreden op de Krim na de annexatie door Rusland. 
Kort voordat het voor 22 maart 2024 geplande concert zou beginnen, vielen er talloze doden en gewonden bij een terroristische aanval op het Crocus City Hall in Krasnogorsk. Leden van de band raakten niet gewond, omdat ze zich konden verstoppen in de kleedkamer. Persbureau RIA Novosti meldde dat een manager van de groep bij de aanslag omkwam.

## Discografie
Albums
- 1982: Дым (Rook)
- 1984: Танец Волка (Wolvendans)
- 1986: Иероглиф (Hiëroglief)
- 1988: Родом ниоткуда (Vanuit het niets)
- 1991: Харакири (Harakiri)
- 1994: Немного огня (Een beetje vuur)
- 1995: Вампирские песни (Vampierliedjes)
- 1996: Жень-шень (Ginseng)
- 1997: Стекло (Glas)
- 2001: Египтянин (Egyptisch)
- 2002: Чужой (Vreemd)
- 2004: Тень вампира (De schaduw van de vampier)
- 2005: Королевство кривых (Koninkrijk van de skeletten)
- 2005: Взгляд со стороны (Aanzicht vanaf de zijkant)
- 2007: Мракобесие и Джаз (Obscuriteit en jazz)
- 2008: Железные мантры (IJzeren mantra's)
- 2010: Театр абсурда (Absurd theater)
- 2011: Три судьбы (Drie lotgevallen)
- 2012: Певец Декаданса (Zanger van de decadentie)
- 2014: Чужестранец (Vreemdeling)
- 2017: Искры и канкан (Vonken en cancan)
- 2019: В руках великана (In de handen van een reus)
- 2022: Весёлый и злой (Blij en boos)

## Weblinks
- Officiële website (Russisch)

- International Standard Name Identifier: 0000 0001 0447 3217
- MusicBrainz: eabd8df4-03cd-4644-8ad1-f50fb952c567